# 아서 크론퀴스트

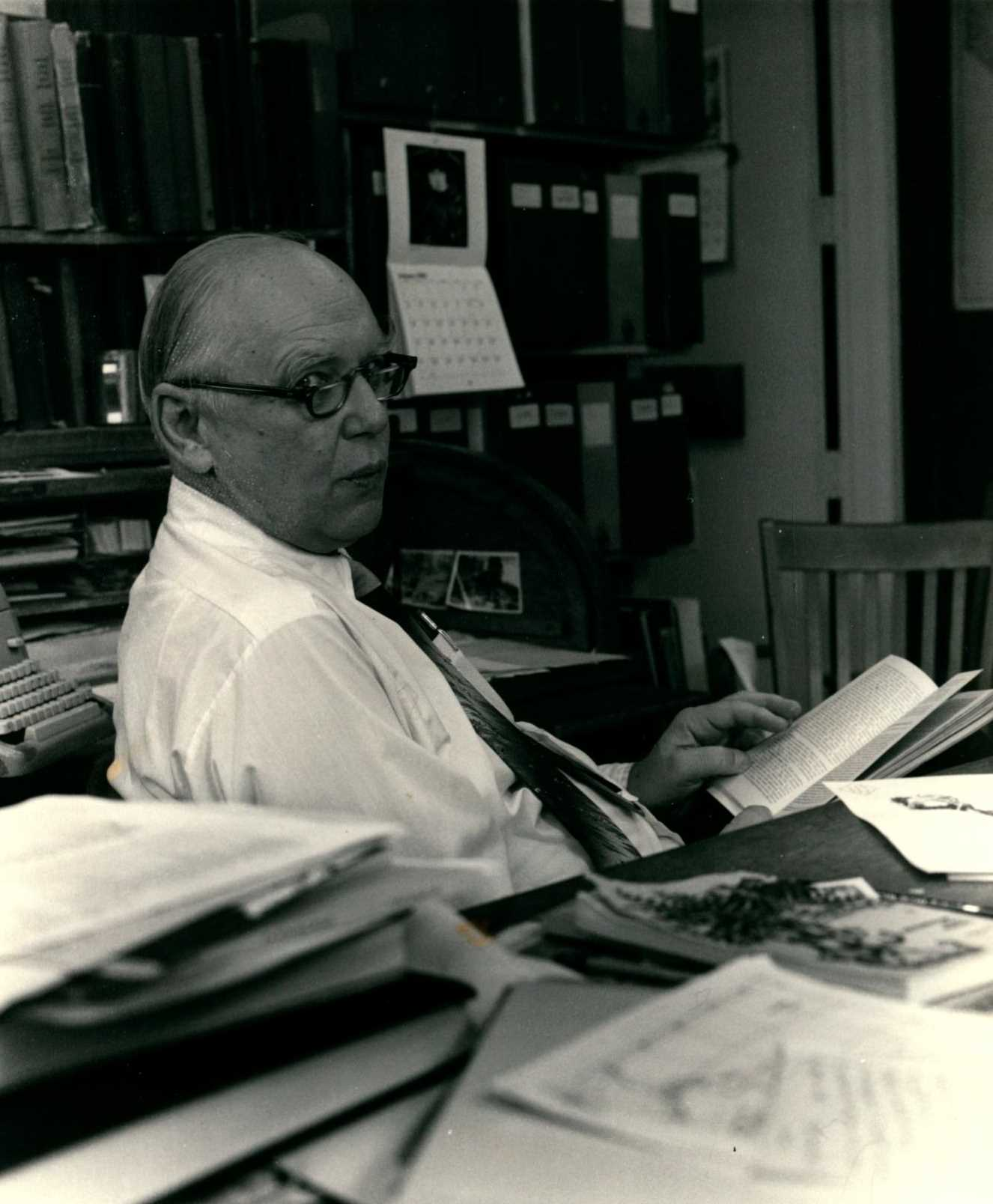

아서 크론퀴스트(Arthur J. Cronquist)(1919년 -1992년)은 북아메리카의 식물학자이다. 전문 분야는 국화과 식물이었다. 크론퀴스트는 크론퀴스트 분류체계를 정립하여 널리 알려지게 되었다.

## 저서
아래는 크론퀴스트의 저서들이다.
- 《속씨식물의 과별 통합 분류》 (1981년)
- 《진화와 속씨식물의 과별 분류》 (1판 1968년; 2판 1988년) ISBN 0-89327-332-5

## 명명
해바라기과 두 종류의 속에 그의 이름이 붙여졌다.
- Cronquistia R.M. King (a possible synonym of Carphochaete A. Gray)
- Cronquistianthus R.M.King & H.Rob. (sometimes included as a group in Eupatorium L.)